# MCA Videodisc
La MCA Videodisc fu la prima casa produttrice di laserdisc. 

## Storia
Nacque come sistema nel 1969 come MCA DiscoVision.
Iniziò l'attività nel 1977. Inizialmente distribuiva solo i film della divisione Universal Pictures. Dal 1979 ha distribuito anche quelli degli altri studi.
Nel 1980 fu divisa in due marchi diversi: la DiscoVision Associates e la MCA Videodisc. Ma subito dopo la DVA fu ribattezzata LaserVision. Il marchio della MCA DiscoVision diventò indipendente da quello vero e proprio del laserdisc.

## Logo
Il logo era un triangolo equilatero diviso con un buco al centro con tanti contorni circolari con un cerchio pieno. Sopra c'era scritto il nome dello studio e in basso a destra un simbolo di marchio registrato. Nel 1978, fu sostituito da una grande 'V' con a sinistra e destra le scritte piccole DISCO e ISION. Quando venne cambiato il nome, fu sostituito con il logo MCA con la parola VIDEODISC.
| Controllo di autorità | VIAF (EN) 187178081 · LCCN (EN) no2011152725 |